# ثريد

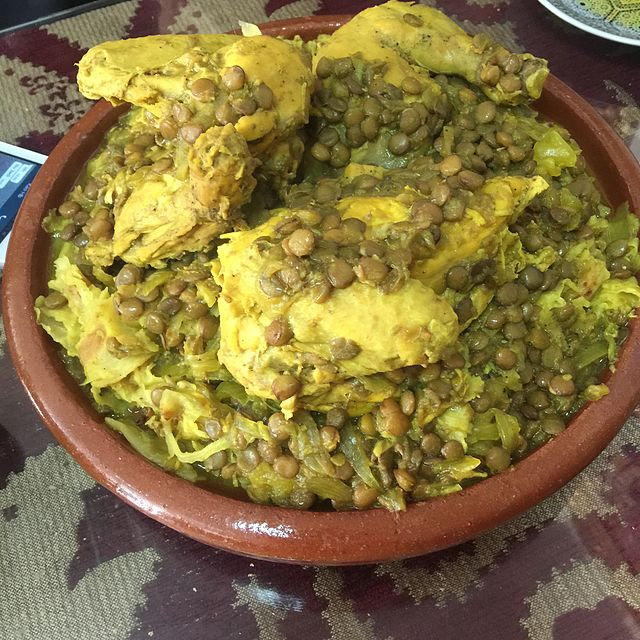
الرفيسة في أحد مطاعم أبوظبي

الثَّرِيد طعام من خبزٍ مفتوت ولَحْم ومَرَق، هو طبق شعبي يعود تاريخه إلى فترة العرب قبل الإسلام، وهي مشهورة في منطقة مكة المكرمة غرب السعودية وتسمى في مصر بالفتّه وتسمى في منطقة الخليج العربي بالثريد أو التشريب أو الصالونة وفي تونس وغرب ليبيا يطلق عليها اسم فتات وفي شرق ليبيا يطلق عليها اسم مثرودة وتعرف في المغرب تحت مسمى الرفيسة أو ثريد وشخشوخة حسب المناطق والمكونات وفي الجزائر بسم الشخشوخة، التي تعتمد بصورة أساسية على تقطيع (ثرد) الخضروات أو الخبز (أو كلاهما) إلى قطع صغيرة الحجم في صحن عميق وغمسها بمرقة «اللحم». ويستخدم عادة خبز الرقاق (خبز الصاج) أو خبز التنور في هذه الأكلة. اما في شرق سوريا دير الزور فتعرف باسم "ثرود أو ثريد"
تاريخيًا كان الخبز المسطح المستخدم على الأرجح قديمًا وغير مخمر. وباعتباره طبقًا وطنيًا عربيًا فإنه يعتبر رمزًا قويًا للهوية العربية في حياة النبي الإسلامي محمد ﷺ. وفقًا لأسطورة واسعة الانتشار كان هذا الطبق العادي والمتواضع هو الطعام المفضل للنبي. وهو من الأطباق الشائعة في رمضان.

## الثريد في الحديث النبوي
قال رسول الله: «فَضْلُ عائِشَةَ علَى النِّساءِ كَفَضْلِ الثَّرِيدِ علَى سائِرِ الطَّعامِ.» رواه البخاري (3769).
ومعنى الحديث: أن أم المؤمنين عائِشةَ بنت أبي بكر فُضِّلتْ على النِّساءِ كفَضلِ اللَّحمِ على سائرِ الأطْعِمةِ، وأنَّ فَضْلَها زائدٌ كزِيادةِ فَضلِ الثَّريدِ على غَيرِه منَ الأطْعِمةِ.

## المعلومات الغذائية
يحضّر الثريد باللحم ومرقته وخبز البر أو دقيق البر أي الدقيق الكامل، تحتوي وجبة الثريد (380غ تقريباً) بحسب موقع شهية، على المعلومات الغذائية التالية:
- السعرات الحرارية: 631
- الدهون: 41
- الدهون المشبعة: 16
- الكوليسترول: 120
- الكاربوهيدرات: 34
- البروتينات: 32

## في شمال السعودية وفي العراق والكويت
يستخدم مصطلح التشريبة تشريب التشريب (المليحية)بشكل عام في شمال السعودية وفي العراق وفي دولة الكويت، وتختلف طريقة تحضيره حيث إن الخبز المستعمل يكون خبز الصاج أو خبز التنور، ولا يتم ثرد شيء آخر غير الخبز، بالإضافة إلى وجود قطع اللحم في نفس المرقة. يتم أحياناً تقديم الأكلة مع القليل من الثوم المفروم والخل و البصل.

### تشريب باقلاء
هو نوع من الثريد العراقي الذي يكون خالياً من اللحم ويعتمد بصورة عامة على الباقلاء المسلوقة وتستعمل مرقتها لغمس الخبز، وبعدها تضاف الباقلاء بعد أن تقلى في الزيت أو السمن. يتم أيضاً وضع بيضة مقلية فوق التشريب للإكثار من القيمة الغذائية.

## في دولشمال أفريقيا
الرفيسة طبق عائلي بامتياز، حيث يتم تحضيره في المناسبات العائلية والدينية والولائم أو ما يصطلح عليه في المغرب ب الزردة.
ويرتبط إعداد الوجبة بالخصوص بمناسبة الولادة، حيث يتم إعدادها للنساء حديثات الولادة، لما يتضمه من مكونات صحية مفيدة.

## الانتشار
لا يقتصر انتشار الثريد على شبه الجزيرة العربية فحسب بل ينتشر أيضاً في شمال أفريقيا حيث يعرف باسم تريد؛ وفي تركيا حيث يعرف باسم تيريت؛ وحتى في شينجيانغ حيث يعرف باسم تيريت. وقد جلب العرب العديد من الاختلافات لهذه الوصفة إلى إسبانيا. تحضر الرفيسة المغربية عن طريق وضع حساء الدجاج والعدس فوق خبز رقيق مسطح يشبه الكريب (ورقة) قطع إلى قطع رفيعة طويلة. في سوريا طبق مشابه يسمى الفتة وهو عبارة عن مزيج من الخبز المسطح المحمص والمفروم مع الزبادي واللحم المطبوخ في إندونيسيا يُعرف الثريد من خلال المطبخ الماليزي بسبب التأثيرات العربية على الثقافة الطهوية الماليزية. انتشر الطبق أيضًا في البرتغال حيث تطور ليصبح حساء خبز مع الكزبرة والثوم والبيض المعروف باسم أكوردا ألينتيجانا.